# Dul Sándor
Dul Sándor (Debrecen, 1983. augusztus 8. –) zenész, az Alvin és a mókusok (együttes) és a Kötelező közhelyek gitárosa.

## Élete
1998-ban alapította meg a Nitro zenekart Debrecenben. 2007-ben csatlakozott a Kötelező közhelyek zenekarhoz, amelynek gitárosa és énekese lett. 2010-ben egy közös turné során ismerkedett meg az Alvin és a mókusok együttessel, akik először csak néhány koncertre hívták, majd 2013-tól a zenekar gitárosa lett. Diplomás közgazdász. 

## Zenekarai
- Nitro (1998-2007) - ének, gitár
- Kötelező közhelyek (2007 óta) - ének, gitár
- Alvin és a mókusok (2013 óta) - gitár, vokál